# 罗婉丁
罗婉丁（英語：Evangeline Lou），北美华裔女性创作型歌手，2020加拿大环球小姐品质之星（英語：Star Quality Award）得主，帮助停止霸凌国际协会发起人。其代表作品为《说不出来》。

## 生平
罗婉丁成长于加拿大不列颠哥伦比亚省温哥华的一个亚裔家庭，会使用英语、汉语及法语，后赴美国纽约州纽约市，在当地的一所常春藤盟校哥伦比亚大学攻读商业管理以及民族和种族研究学位。

## 政治活动
罗婉丁是加拿大自由党的积极义工，她带领团队在温哥华地区倡导儿童福利、中产阶级、国家安全并为选举造势，期间结识了自由党时任党魁賈斯汀·杜魯多，并在2015年加拿大联邦大选中帮助自由党获得多数票。2016年，罗婉丁创立了帮助停止霸凌国际协会（英語：Help Stop Bullying International Association (HSBIA)），并成功邀请到时任加拿大总理賈斯汀·杜魯多担任荣誉主席。

## 作品
- 《说不出来》（英語：Unspoken）（2020年）：在发布一天后便在网易云音乐榜单上替代了泰勒·斯威夫特的Lover成为榜单第二名，并连续一周多保持在榜单前三名。
- 《拥有你》（英語：Having You）（2020年）
- 《套近乎》（2019年）